# 십일조

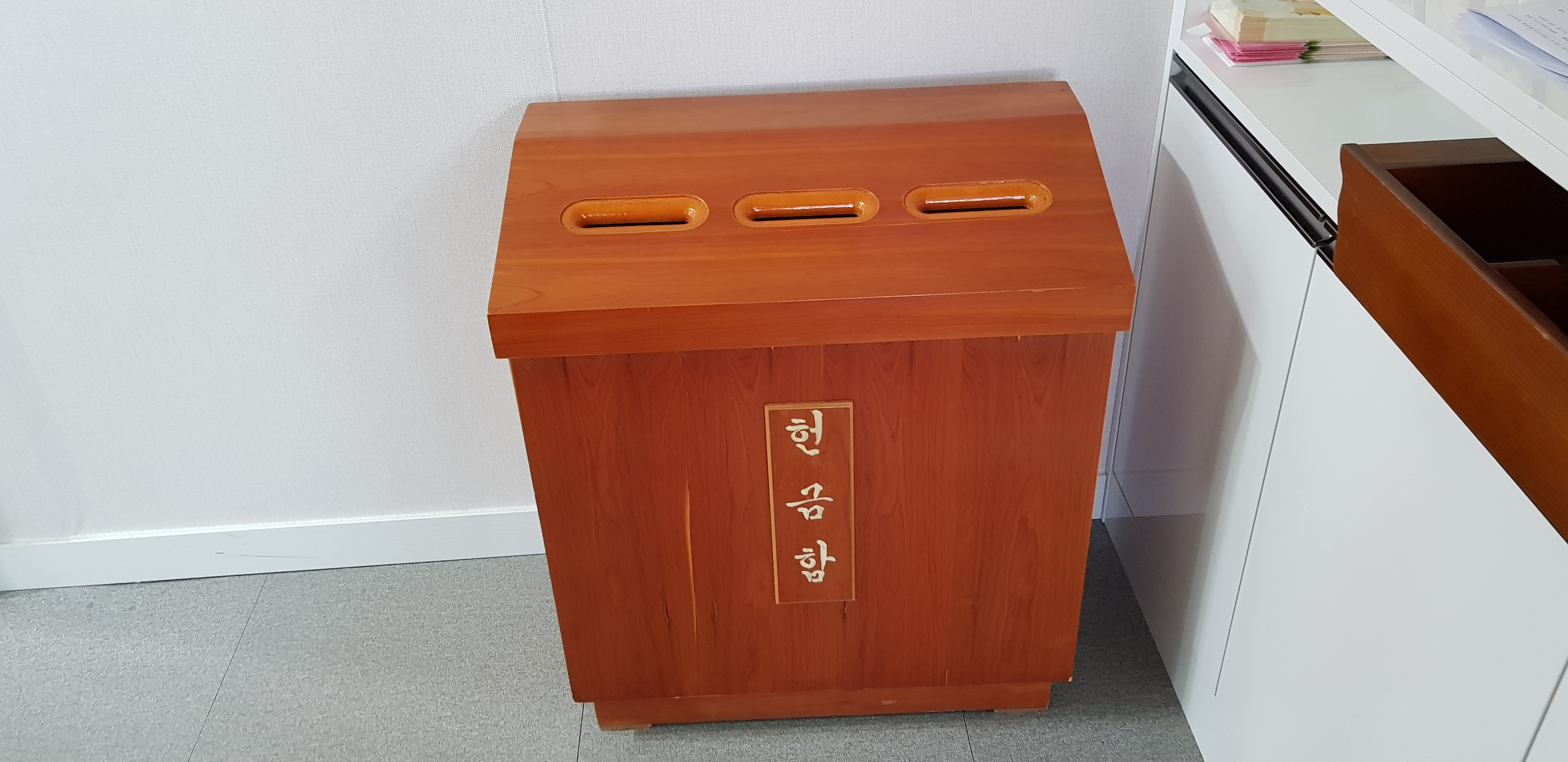
평택 새생명 교회에 안에 있는 헌금함

십일조(十一租, 영어: tithe)는 모세의 율법이 주어지기 이전부터 이스라엘 사회의 전통적 납세 방식이자 기독교인이 하느님에 대한 감사를 드리고 교회를 지원할 목적으로 납부하는 통상 수입의 10분의 1을 가리킨다. 오늘날 교회법적으로 십일조는 하느님의 은혜에 대하여 감사의 마음을 담아, 각 교단이 정한 법과 규례에 따라 납부하고 있다. 통상 현금, 수표, 현물 등으로 내고 있다. 반면 구약에서의 십일조는 가축이나 농작물 (땅에서 자란 것이나 나무의 열매) 같은 종류의 것으로 냈다.

## 구약성경
십일조는 히브리어로 마아세르라고 하는데, 70인역 구약성서에서는 에피데카토르 또는 데카토스(10)이라고 했다. 신약성서에서는 데카토스라고 한다.

### 십일조의 기원: 창세기의 십일조
구약성서에서 십일조가 처음 언급된 것은 아브라함이 북부 동맹군을 물리치고 복귀하면서 살렘의 왕이자 지극히 높으신 하느님의 제사장인 멜기세덱에게 전리품의 10분의 1을 바친 사건이 십일조의 시원이다.(창세기 14:17-20) 그리고, 야곱이 형 에서와 아버지를 속이고 장자의 축복을 가로챈 교활한 행동 때문에 형 에서에게 미움을 받아 복수를 당할 위기에 처했을 때 베델(하느님의 집)에서 제단을 쌓고 하느님께 십일조를 반드시 바칠 것임을 서원했던 사건도 십일조의 시원으로 볼 수 있다.(창세기 28:18-22) 
하느님께서는 모세의 율법이 존재하기 훨씬 이전에 이렇게 역사가 깊은 십일조 제도를 출애굽 당시에 다시 언급하시고 구체적으로 설명하셨다. 하느님의 이러한 배려는 이 제도의 기원이 바로 하느님 자신에게 있음을 밝히기 위한 조치였다(말라기 3:7-12). 
보편적인 신학자들은 아브라함의 사건을 십일조의 시원으로 보고 있다. 하지만 일부 비주류 신학자들은 이 사건을 족장시대의 설화로 보고 이 십일조를 제의적인 십일조 즉, 하느님께 바치는 헌금으로서의 십일조로 해석하지 않는다.

### 레위기의 십일조
레위기에서는 십일조가 다음과 같이 언급된다.
땅에서 나는 곡식이든 나무에 열리는 열매이든 땅에서 난 것의 십분의 일은 야훼의 것이니, 야훼께 바칠 거룩한 것이다. 누구든지 자기가 바친 십분의 일세의 일부를 물러내려면, 그 값에 오분의 일을 얹어 물어야 한다. 소든 양이든 목자가 지팡이로 거느리는 모든 짐승의 십분의 일은 야훼께 거룩한 것으로 바쳐야 한다.좋고 나쁜 것을 고르지 못하고 바꾸지도 못한다. 그것을 기어이 바꾸려고 하면 그 바꾸려는 것 둘이 다 거룩한 것이 되어 물러낼 수 없게 되리라.(레위기 27:30-33)

레위기 저자는 율법에 나타난 십일조 제도를 설명하고 있다. 십일조를 야훼 하느님의 거룩한 것으로 이해하고 있으며, 토지에서 난 것과 가축 모두 야훼(하느님)께 드리도록 지시하고 있다. 십일조는 본래 야훼 하느님의 몫으로 정해져 있었기 때문에 그것은 서원물의 대상이 될 수 없었다. 한편 본문에서 땅의 10분의 1, 즉 땅에 있는 모든 것들의 10분의 1이 야훼 하느님의 것이라는 것은 온 땅에 있는 모든 것들이 하느님의 것이라는 것을 의미한다(시24:1, 시50:10-12). 즉, 여기 분량적으로 10분의 1은 전체를 대표하는 의미가 있는 것이다. 이것은 실제로 인간들은 이 세상에서 하느님께 아무것도 바칠 수 없다는 것을 나타낸다. 결국 우리가 우리의 소유 중 10분의 1을 하느님께 바치는 것이 아니라 하느님의 소유 중 10분의 9를 우리가 얻어 누리고 있는 것이다.

### 민수기와 신명기의 십일조
민수기에서는 십일조가 다음과 같이 언급된다.
야훼께서 아론에게 말씀하셨다. "너는 이 백성이 차지할 땅에서 그들과 함께 나누어 받을 유산이 없다. 그들 가운데서 너에게 돌아갈 몫은 없다. 다만 내가 이스라엘 백성 가운데서 네가 차지할 몫이요 유산이다.
내가 이제 레위 후손에게 줄 것은 이스라엘 가운데서 거둔 십일조 전부이다. 이것은 회막 일을 거드는 것에 대한 보수이다.앞으로 이스라엘 백성은 아무도 만남의 장막으로 가까이 가지 못한다. 가까이 가면 죄를 받아 죽으리라. 만남의 장막에서는 레위인만이 봉사할 수 있다. 만일 다른 사람들이 범접한다면 그것도 레위인이 책임을 져야 한다. 이것이 너희가 길이길이 대대로 지킬 규정이다. 레위 후손들은 이스라엘 백성 가운데서 아무 유산도 상속받지 못한다. 나는 이스라엘 백성이 야훼께 떼어 바치는 십일조를 레위인들에게 유산으로 준다. 그러므로 나는 이스라엘 백성 가운데서 그들이 상속받을 유산은 없다고 일러주는 것이다.
너는 레위인들에게 이렇게 일러주어라. '내가 너희에게 유산으로 주는 십일조를 이스라엘 백성에게서 받거든 너희는 그 십일조에서 십일조를 떼어 야훼께 바쳐야 한다. 나는 그것을 너희가 바칠 예물로, 타작 마당에서 모은 곡식과 술틀에서 짜낸 포도즙에서 떼어 바치는 것과 같이 쳐주리라. 너희도 이렇게 이스라엘 백성에게서 받은 십일조 전체에서 야훼의 몫을 나에게 떼어 바치되, 그것을 아론 사제에게 드려야 한다. 너희가 받은 모든 선물에서도 야훼의 몫을 떼어 바쳐야 한다. 그 가운데서도 극상품을 거룩한 선물로 떼어 바쳐야 한다.' 너는 그들에게 이렇게 일러주어라. '그 가운데서 극상품을 떼어 바치고 남은 것이 레위인들의 것이다. 그것은 타작 마당에서 난 것이나 술틀에서 짜낸 것과 같아 아무데서나 너와 너의 식구가 먹을 수 있다. 그것은 너희가 만남의 장막에서 봉사한 보수로 받은 몫이다. 그 가운데서 극상품을 바치기만 하면, 죄가 되지 않는다. 이스라엘 백성이 바친 거룩한 예물을 더럽힌 것이 아니니, 죽을 리가 없다.(민수기 18:20-32)

민수기 저자는 이스라엘 백성들이 내는 십일조와 그 십일조를 받아서 다시 십일조를 내는 레위인들의 십일조를 설명하고 있다. 이 십일조는 제사장이나 레위인들이 얻는 생활 수단으로서의 소득과 기업인 만큼 중요한 것이다(민18:21, 24, 28절). 그러나 이 십일조 제도는 단순히 레위인과 제사장의 생계 보장을 위해 만들어진 것이 아니다. 이것은 하느님께서 당신이야말로 모든 산업과 삶의 주인이심을 백성들에게 알리며, 백성들로 하여금 당신을 늘 기억하도록 하기 위해 마련하신 거룩한 제도이다. 

### 율법에 나타난 십일조의 종류
민수기와 신명기에서 십일조의 종류는 일반적으로 세 가지로 구분된다. 
(1) 첫째 십일조(민18:21-24): 안식년을 제외한 매해마다 성전에서 봉사하는 책임을 맡고 있는 레위인의 생계를 위해서 일반 백성들이 소출의 10분의 1을 바치는 것을 말한다.
  (2) 둘째 십일조(신14:23-27): ‘축제 십일조’(Festival Tithe)라고도 한다. 안식년을 기준하여 제1년과 제2년, 제4년, 제5년에 바친다. 첫째 십일조를 바친 후 그 나머지 소출(10분의 9) 가운데서 다시 10분의 1을 구별한 것을 성소로 가지고 가 일부는 잔치 비용으로 사용했으며, 또한 성경에 뚜렷한 언급은 없으나 제단 등의 성전 기구를 수리하는 비용으로도 사용되었던 것 같다(신12:6-7, 11-19; 신14:22-27).
 (3) 셋째 십일조(신14:28-29; 신26:12-13): 안식년을 기준하여 제3년과 제6년에는 둘째 십일조로 잔치를 벌이지 않고 각 성에서 모아 가난한 자와 고아 그리고 과부를 돕는 구제비로 사용한 것이다(신26:12-15). 용도만 다를 뿐 둘째 십일조와 동일한 의미를 지닌다. 이때 책임자는 이를 가난한 이웃을 위해 거짓없이 사용했다고 하느님 앞에서 맹세해야 되었다(신26:13-15).

### 율법에 따른 십일조의 납부 비율
구약시대 히브리인들의 헌금 정도를 가늠해보자면, 히브리인들은 여기 언급된 십일조 외에도 첫열매 가운데 일부를 하느님께 바쳤으며, 일명 ‘큰 예물’이라고 하는 처음 거둔 곡식과 포도주와 기름과 양털 가운데 일부를 제사장에게 주었다(신18:4-5). 히브리인의 주석인 미쉬나(Mishnah)에 의하면 소득의 40분의 1에서 60분의 1 정도로 바쳤다고 한다. 
한편 첫째 십일조는 큰 예물을 제외한 나머지 양의 10분의 1이다. 그리고 둘째 십일조와 셋째 십일조는 또한 앞의 헌물을 제외한 것의 10분의 1이었다. 이와 같이 히브리인들이 하느님께 바치는 헌물은 성막 건축 등 특별한 목적으로 바치는 예물(출35:20-29)과 제사 제물을 제외하고도 소득의 20% 이상에 이른다.
십일조는 복을 얻기 위해 하느님께 드리는 뇌물이 아니라 택함 받은 자가 마땅히 만물의 창조자이며 역사의 주관자이신 하느님께 자발적으로 드려야 하는(롬11:26), 하느님께 대한 자신의 올바른 신앙의 표시이다(욥1:21). 
하느님은 인간에게 필요한 모든 것을 제공하신 후 스스로 정하신 법칙에 따라 인간에게 시간과 물질의 일부를 특별히 구별하여 바치라고 요구하셨다. 하느님의 사람에게 있어서 칠일 가운데 하루를 바치는 안식일 곧 주일이 시간에 대한 의무 조항이라면, 십일조는 물질에 대한 의무 조항이다. 이러한 법칙의 올바른 준수는 하느님에 대한 사랑의 표시이며 은혜에 대한 감사의 표현이다. 그러나 이는 7일 가운데 하루만이, 혹은 소득의 10분의 1만이 하느님의 것이라는 말은 아니다. 믿음이 있는 신자는 규정된 의무를 지킴으로써 모든 시간과 물질이 하느님의 것이며(롬11:36) 하느님께 바쳐져야 함을 다짐하는 것이다(레27:30-33; 말3:8-10). 즉 십일조를 바침은 모든 재산의 주인이 하느님이시며 자신은 청지기에 불과하다(마25:14-30)는 것을 고백하는 행위이다.

### 율법에 따른 십일조 헌납의 세 단계
십일조에 관한 규례는 세 종류이며 세 단계로 구분이 된다. ‘십일조’(히, 마아셰르)는 레위인들을 봉양하거나 혹은 사회적인 구제 사업을 목적으로 매년 토지 소산이나 가축의 10분의 1을 바쳐야 하는 히브리인들의 종교적 의무이다(레27:30). 유대인들은 율법에 나타난 여러 십일조 규례(신12:5-19; 레27:30-33; 민18:21-32)를 근거로 십일조 헌납을 세 단계로 구분한다. 
(1) 첫째 십일조: 한 해의 추수가 끝나면 백성들은 먼저 모든 소출의 10분의 1을 구별하여 자기 성중에 거하는 레위인들에게 주어야 했다(민18:21-24). 그러면, 레위인들은 백성들로부터 받은 십일조에 다시 10분의 1을 구별하여 하느님께 거제로 바쳐야 했는데 이것은 곧 제사장의 몫이 되었다(민18:26-29). 이처럼 분배받은 기업 없이 성막에서 종교적 직무에만 전념하는 ‘레위인들과 제사장들의 생계를 보장해 주기 위하여’ 이스라엘 백성들이 바쳐야 하는 십일조의 첫 단계를 ‘첫째 십일조’라고 부른다.
  (2) 둘째 십일조: 혹은 ‘축제 십일조’(Festival Tithe)라고도 하는데 이것은 첫째 십일조를 바친 백성이 그 나머지 소출(10분의 9) 가운데서 다시 10분의 1을 구별한 것을 가리킨다. 이것은 자신들이 직접 중앙 성소로 가지고 올라가는데 한 해 동안 풍성한 축복을 내려 주신 하느님께 감사 축제를 드리는 비용으로 사용되었다(신12:5-19). 이때 중앙 성소가 너무 멀면 현물(現物) 대신 일단 현금으로 바꾸어 가지고 갔다가 성소 근처에서 다시 잔치에 필요한 예물들을 구입할 수 있었다(신14:24-26절). 한편 이 감사 잔치에는 가족과 친지는 물론 수하의 종들과 성중의 레위인들까지 모두 참여하였다.
 (3) 셋째 십일조: 안식년(제7년째인 이때에는 토지를 경작하지 않기 때문에 십일조를 바치지 않았다)을 기준으로 제3년과 제6년째에는 위의 ‘둘째 십일조’로 잔치를 베푸는 대신 각 처소에서 다 모아들여 성중에 거하는 레위인, 나그네, 가난한 자, 고아, 과부들을 위한 구제비로 사용하였다(신14:28-29). 그리고, 이때 백성들은 자신들이 마련한 이 ‘둘째 십일조’를 율법대로 가난한 이웃들을 위해 거짓 없이 사용했노라고 하느님 앞에 맹세하여야 했다(신26:13-15). 따라서 이 ‘셋째 십일조’는 따로 구별된 십일조가 아니라 ‘둘째 십일조’와 동일한 것인데 다만 용도에 있어서 다를 뿐이다. 즉 ‘둘째 십일조’는 안식년을 기준으로 매1년과 2년 그리고 4년과 5년째에 쓰는 ‘감사 축제용’이었고, ‘셋째 십일조’는 안식년을 기준으로 매 3년과 6년째에 쓰는 ‘이웃 구제용’이었다. 한편 신명기 14장 22-29절은 이중 둘째 십일조 (신14:22-27)와 셋째 십일조(신14:28-29절)에 관한 규례이다.

## 신약성경
기독교 신약성경의 기자들과 예수 그리스도는 십일조에 대한 관심이 뚜렸했다. 대부분의 기독교 종파에 의해 강조되는 대표적인 십일조 근거 구절은 마태오복음 23:23과 루카복음 11:42에서 예수 그리스도가 온전한 십일조를 바치지 않는 자들을 심하게 책망하셨기 때문이다.
화 있을진저 외식하는 서기관들과 바리새인들이여 너희가 박하와 회향과 근채의 십일조를 드리되 율법의 더 중한바 의와 인과 신은 버렸도다 그러나 이것(의와 인과 신)도 행하고 저것(십일조)도 버리지 말았어야 했느니라 (한글개역 - 마태 23:23)

불행하여라, 너희 바리사이들아! 너희가 박하와 운향과 모든 채소는 십일조를 내면서, 의로움과 하느님 사랑은 아랑곳하지 않기 때문이다. 그러한 십일조도 소홀히 해서는 안 되지만, 바로 이러한 것들(의로움과 하느님 사랑)을 실천해야 한다. (천주교 성경 - 루카 11:42)

율법학자들과 바리사이파 사람들아, 너희 같은 위선자들은 화를 입을 것이다. 너희는 박하와 회향과 근채에 대해서는 십분의 일을 바치라는 율법을 지키면서 정의와 자비와 신의 같은 아주 중요한 율법은 대수롭지 않게 여긴다. 십분의 일세를 바치는 일도 소홀히 해서는 안 되겠지만 정의와 자비와 신의도 실천해야 하지 않겠느냐? (공동번역 - 마태 23:23)

이 구절을 통해 그리스도들은 서기관(율법학자)과 바리새인들의 예화에서 볼 수 있듯이 하느님께 믿음과 정성을 다하는 마음이 가장 중요하며 물질의 십일조도 또한 해야함을 알 수 있다. 예수가 바리새인들을 책망하신 까닭은 그들이 십일조라는 종교적 의무를 엄격하게 준수했기 때문이 아니라 이들이 외형적인 의무에만 치우친 나머지 정작 율법의 근본 정신인 사랑과 공의<눅6:3-4>를 저버리고 말았기 때문이다. 그러므로 예수는 이것(율법의 근본 정신인 사랑과 공의)도 행하고 저것(십일조)도 버리지 말아야 할지니라고 교훈하셨던 것이다. 이 외에도 히브리서 7장에서 아브라함 등이 멜기세덱 대제사장에게 십일조를 주었다는 구약 내용의 인용 구절 역시 십일조의 지지라고 주장하는 것으로 보편적이고 일반적인 신학자들의 주론이다. 그러나 이 구절들만 가지고는 사도시대 초대교회 공동체가 명확하게 십일조를 시행했다고 주장하기는 어렵다는 일부 비주류 학자들의 주장도 있다.

## 교회사 속의 십일조

### 초대교회

#### 사도시기의 초대교회
사도들이 활동하던 사도시기 초대교회는 유대인으로 유대교 개종자들이 모인 예루살렘 교회 공동체가 있으며, 사도 바울(바오로)가 개척하거나 자발적으로 형성된 이방인 교회 공동체가 있다. 유대인 개종자 교회 공동체에 대해서는 신약성서에서 재산을 교회에 바치고 서로 공유하는 모습이 사도행전에 나오며, 이방인 교회 공동체의 경우는 연보라고 하여 돈을 자원하여 얼마씩 모아서 내도록 했기에 헌금액수의 제한이 없었다. 당시 기독교는 유대교 분파로 간주되었기에 얌니야 회의로 축출되기 이전까지 유대인 출신의 그리스도인들은 유대교 회당에 십일조를 바쳤다.

#### 제도교회 공인 이전의 고대교회
사도들이 모두 순교·사망한 직후인 이 시기 교회 구성원의 헌금에 대한 언급은 '디다케'가 가장 오래된 기록이다. 디다케에서는 십일조라는 말은 명시적으로 나오지 않지만 '맏물' 조차 교회에 바치라는 가르침이 나온다. 당시 디다케의 내용은 사도들이 직접 언급하고 가르친 것을 정리한 문헌이라고 여겼기 때문에 디다케 문서의 권위는 절대적이어서 후대에 정경에 포함시켜야 한다는 주장이 있을 정도였다. '맏물'은 십일조를 바치기 전에 하느님께 바치는 제물인데 이 맏물은 십일조를 바칠 것을 전제로 중앙 성소로 가져가서 제사장에게 앞서 바치는 것이다. 즉 '맏물'조차 교회에 바치라는 내용이 디다케에 있으므로 당시 기독교인들은 십일조를 교회에 바쳤을 것으로 보는 것은 자연스러운 해석으로서 통설이다.
초대교회 교부인 '이레나이우스'나 '오리게네스' 그리고 '키프리아누스'도 십일조를 언급하였다. 
'이레나이우스' 교부는 유대인들은 십일조를 바친다고 언급하며, 교회에서 의무적인 십일조 제도를 폐지하고, 대신 기쁜 마음으로 대부분의 재산을 교회에 연보하고 신앙공동체 생활에 참여할 것을 촉구함으로써 교회사에서 최초로 십일조 폐지를 주장하였다. 하지만, 그리스도인이 되었다고 무조건 의무적으로 대부분의 재산을 교회에 연보하는 것이 최선인지 결론이 나질 않아 보편교회의 교리로 채택되지는 못하였다.  
그리스도인들은 (죄와 허물에서) 해방된 자로 주를 위해 (십일조뿐만 아니라) 우리가 가진 모든 것을 구별하여 떼어놓고 기쁘고 자유의 마음으로 상당한 분량의 연보를 바쳐야 합니다. (초대교회 교부 이레나이우스의 어록)

'오리게네스'는 교인들에게 십일조를 바쳐야함을 가르쳤지만 율법조문에 따른 십일조 규례에 집착할 필요는 없음을 또한 가르쳤다. 십일조에 대한 '오리게네스'의 주장은 예수 그리스도의 희생과 은혜에 보답할 수 있도록 온 마음을 다해 십일조를 바쳐야 한다고 아래와 같이 '오리게네스'는 가르쳤다. 
예수님께서 서기관과 바리새인들이 온전한 십일조를 드리기를 원하셨음이 분명하고(마태오복음 23:23), 예수님은 천국에 들어가는 자들의 의(義)는 서기관과 바리새인의 의(義)보다 더 나아야만 한다 (초대교회 교부 오리게네스의 어록)

3세기초 교부인 '키프리아누스'가 최초로 성직자에 대한 재정적 보조를 언급하면서 십일조를 그 좋은 예로서 언급하였으나, 오리게네스와 사도규범에서는 성직자에 대한 재정 보조만 다시 강조되었을 뿐이며 아직까지도 상당수의 신도들이 교회에 거의 전재산을 교회에 연보하는 신앙공동체 생활을 하였으므로, 그 수단으로서 아직 십일조는 추가 언급될 필요가 없어 이후 100년 이상 십일조에 대한 주장은 거의 전재산을 교회에 연보하는 풍조 속에서 교회 안에서 굳이 크게 조명받을 필요성은 없었다.

#### 제도교회 공인 이후의 가톨릭 교회
종교의 자유가 공인되고, 로마 황제 콘스탄티누스의 전폭적인 지원으로 기독교가 제도적 가톨릭교회로 발전하면서 그리스도인들은 자신의 거주지에서 사회경제적 불이익이나 신체적인 위협없이 자유롭게 교회를 다닐 수 있게 되었다. 이에 따라 신자들의 경제적 부담을 줄여주도록 십일조를 강조하는 교부들이 늘어나기 시작하였다. 당시까지만 해도 상당수의 신도들은 대부분의 재산을 교회에 연보하고 신앙 공동체 생활을 영위하였으므로 신자들의 경제적 부담을 공식적·제도적으로 줄여주기 위해 동서방을 막론하고 교부들은 십일조를 신자의 의무로서 강조하기 시작하였다. 서방의 히에로니무스, 성 어거스틴과 동방의 크리소스토모스는 십일조를 강력히 옹호한 대표적 교부였다. 특히 성 어거스틴은 아래와 같이 십일조를 강력하게 옹호하였다. 
십일조는 빌린 돈을 변제하는 것과 같으며 십일조를 내지 않는 사람은 누구라도 강도짓을 범하는 것이다 (초대교회 교부 성 어거스틴의 어록)

하지만 이때까지도 상당수의 신도들은 거의 대부분의 재산을 교회에 연보하고 신앙 공동체생활을 했기 때문에 십일조를 바치는 마음가짐이 매우 중시되었다.

#### 십일조의 법제화
수위권을 확립하고 비잔티움 제국의 영향으로부터 독립하려는 로마 가톨릭교회에 의해서 십일조는 더욱 강조되었다. 황제권에 대한 교황권의 우위를 주장한 교황 겔라시우스의 분배규정에서 십일조 수입의 분배 방식에 대해서 언급하여, 이미 그 당시에 십일조가 일반화된 헌금 방식으로 법적으로나 제도적으로 완전히 정착되었다. 
십일조의 법제화가 확정되기 전인 2~3세기의 신도들은 대부분의 재산을 교회에 연보하고, 자신들의 모든 소유물을 서로 공유하는 신앙공동체 생활을 선호하였으므로 십일조라는 명목의 연보를 바쳤는지에 상관없이 이미 온전한 십일조 생활은 사실상 완성되었다고 할 수 있다. 왜냐하면, 신앙공동체 생활을 하는 신도들은 이미 거의 모든 재산을 다 바쳤기 때문이다. 하지만, 이와 같은 헌신적인 헌금은 믿음이 연약한 신도들에게 확실히 큰 부담이 아닐 수 없었다. 이에 6세기에 들어서 십일조에 대한 합리적이고 명시적이며 신도들의 부담을 크게 줄여줄 수 있는 십일조 규례를 제정할 필요성이 요구되었다. 
이 무렵에 법제화된 십일조는 신도들이 부담해야 했던 큰 부담을 제도적·법적으로 뚜렷이 줄여줄 수 있게 되었다. 이러한 과정에서 567년의 투르 공의회와 585년의 마콘 2차 지역 공의회에서는 십일조를 법적인 의무로 고시하며, 십일조를 반드시 지켜야 하는 법적 의무로 결정하게 되었고, 신자들에게 헌금의 부담이 크게 줄어줄 수 있으면서도 십일조를 등한시 할 때 파문도 가능하게 하여 십일조의 강제 규율성을 법제화하였다. 이 무렵에 십일조가 완전히 제도화되어 확고히 정착되었음을 증명하는 것으로 이해된다.

### 중세교회
주교에게 사용하는 로마 가톨릭교회의 십일조는 최초로 카롤루스 대제 시기에 교회 내적 규율의 차원을 떠나 국가적인 민법상 징수 차원으로 전환되었고 완전하게는 1140년의 그라티아누스 교령집에 규율되어 있다. 카롤루스 대제는 교황과 가톨릭 교회를 보호하기 위한 조치로서 자체적인 교회제도(영주의 보호 하에 있는 교회)와 세속 영주로서의 수도원에 의하여 가톨릭 교회의 십일조를 사실상 세속적인 조세납부 형식으로 변경하였다. 이로써 유럽 교회는 십일조를 가톨릭 교회가 직접 거두지 않고 국가가 십일조를 거두어 해당 지역의 가톨릭 교회 주교에 전달하는 전통이 형성되기 시작했다. 그 외에도 십일조는 종종 임대되었고 임차인은 십일조와 사실 상의 납세액의 차액을 받았다.
중세 농부들은 수확의 십분의 일을, 수공업자들은 생산의 십분의 일을 내야 했다. 유럽에서는 모인 십일조를 보관하기 위하여 마을에 큰 창고가 설립되었다. 종종 마을에서 교회 다음으로 큰 건물이었다. 십일조를 내야 하는 토지를 십일조 의무지라 하였다. 어떤 수도원은 60개의 마을에 십일조 의무지를 가지고 있었다.
중세에는 십일조가 보다 구체화되고 확대되었다. 대십일조와 소십일조가 구별된다. 대십일조는 성경에 명시적으로 언급된 내용에 따라 곡물과 큰 가축을 내는 것을 말한다. 소십일조는 대십일조 이외에 비록 성경에 명시적으로 언급된 내용은 아니지만 시대와 상황의 변화로 인해 추가되는 것이 타당한 것으로서 볼 수 있는 기타 아채, 과일, 채소 등의 농작물과 작은 가축을 내는 것을 말한다. 무엇에 대하여 소십일조가 부과되는지는 지역에 따라 달랐다. 그 외에도 십일조는 지역에 따라 큰 편차를 보인다. 즉 다음과 같은 종류들이 있다.
- 압착된 포도에 내는 포도주십일조.
- 수확된 건초에 내는 건초십일조.
- 벌채된 목재에 내는 목재십일조.
- 도축된 동물 내지 그로부터 만들어진 육류 생산품, 달걀, 우유 등에 내는 피의 십일조.
- 새로운 개척지에 부과되는 신개척지십일조.

이렇듯 로마 가톨릭교회에서 십일조는 당연한 신자의 의무이며 사회 생활로 정착되었다. 

### 동방 정교회
동방 정교회에서 요한네스 크리소스토모스 교부는 십일조를 강력히 옹호한 대표적 교부였다. 크리소스토모스 교부가 사실상 마지막으로 십일조 관련 기록을 남긴 이후 십일조에 대해 이의를 제기하거나 다른 입장을 남긴 사제나 신학자는 없었다. 
그리스도인들은 십일조에 관심을 가져야 하고, 구약 시대 보다 지금은 훨씬 더 큰 의무이며, 단순한 십일조 이상의 것을 드려야 합니다. (동방 정교회 교부 요한네스 크리소스토모스의 어록)

그리고, 동방 정교회로 개종한 블라디미르 1세가 러시아의 종교 제도를 비잔티움제국 정교회를 본떠 확립해나가는 과정에서 교회 수입으로서 십일조를 법제화하였다. 러시아 정교회는 비롯하여 다른 국가의 동방 정교회에서도 십일조 제도가 현대에까지 면면히 이어져 오고 있다.

### 종교개혁기
종교개혁 시기에 모든 종교개혁가들은 십일조를 그리스도인이 지켜야할 중요하고 당연한 의무로 여겼으며 많은 말들을 남겼다. 

#### 마르틴 루터가 보는십일조
1517년 종교 개혁의 시발점이 되었던 비텐베르크 대학교 교회의 정문에 써붙인 95개조 반박문에 십일조는 없었다. 마르틴 루터는 십일조를 성경적으로 올바른 제도로 보았기 때문에 95개조 반박문에 포함시키지 않았다.
토마스 뮌처가 이끄는 농민 세력이 제후들에게 작은 가축에 대한 소십일조(小十一租)를 면제해달라는 요구를 하면서 소요를 일으켰다. 이에 대해서 마르틴 루터는 구약 말라기서 3장의 말씀을 인용하면서 농민 세력을 '도둑놈들'이라는 거친 표현을 사용하면서 크게 비난하고 오히려 강력히 처벌할 것을 주장하면서 철저한 십일조 납부를 강조하였다. 루터는 철저한 십일조 생활을 해야한다는 것은 그의 일관적인 입장이었다. 그렇다고 루터가 힘없는 농민들만을 비판한 것이 아니다. 지나치게 과도한 십일조를 거두고 있는 제후들에게도 마찬가지의 비판을 하였다. 이로 인해 마르틴 루터는 농민 세력과 제후들의 양편으로부터의 보다 큰 지지를 얻을 기회를 놓치게 되어 정치적으로 어려움에 처하게 되었지만 이에 굴하지 않고 성서에 입각한 올바른 십일조에 대한 자신의 소신을 굽히지 않았다.

#### 장 칼뱅이 보는십일조
장 칼뱅은 "그리스도인들은 온전한 십일조를 바쳐야 한다"와 "십일조는 올바르게 사용되어야 한다"고 하며 십일조에 대한 분명한 입장을 밝혔다. 
또한 장 칼뱅은 "마태오복음 23장 23절에서 예수님께서 언급하신 십일조는 하느님께서 명하신 십일조로 다른 모든 성경말씀과 마찬가지로 동등하게 이행되어야 하며 생략되어서는 안 된다."라고 하였다.
화 있을진저 외식하는 서기관들과 바리새인들이여 너희가 박하와 회향과 근채의 십일조를 드리되 율법의 더 중한바 의와 인과 신은 버렸도다 그러나 이것(의와 인과 신)도 행하고 저것(십일조)도 버리지 말았어야 했느니라 (한글개역 - 마태 23:23)

#### 존 위클리프가 보는십일조
존 위클리프는 종교개혁에 참여하는 초기에는 "자율적으로 납부하는 십일조"를 주장하다가 후반부에 입장을 바꾸어 "예수님께서 십일조를 바치라는 명령을 확증하셨다"고 단언하고 의무적인 십일조를 주장하였다. 

#### 울리히 츠빙글리가 보는십일조
울리히 츠빙글리는 법적으로나 의무적으로 철저한 십일조를 해야함을 주장하였다.

#### 존 웨슬리가 보는십일조
감리교의 창시자인 존 웨슬리는 십일조를 평생 강조하여 그가 언급한 말은 매우 많다. 존 웨슬리는 십일조의 중요성을 평생에 걸쳐 항상 일관적으로 언급하였다. 예를 들면, 
- "모든 헌금 중에서 무엇보다 먼저 십일조를 준비하고 바쳐야 한다."
- "하느님께 마땅히 드려야 할 십일조를 작정하여 드려야 한다"
- "믿음이 있는 자는 십일조만 하는 것으로 헌금을 끝내서는 안 된다."
- "십분의 일만이 아니라 모든 것이 하느님께 속한 것이다."
- "십일조는 하느님이 인도하시는대로 사용해야 한다."
- "십일조를 바치지 않는 자는 황금에 마음을 둔 자이다."
- "회개와 동시에 십일조를 계산해서 드려야 한다"

라고 하는 등의 말들로써, 존 웨슬리는 철저한 십일조 생활을 늘 그리고 거듭 강조하였다. 
그리고, 존 웨슬리의 영향으로 파생된 교단이라 할 수 있는 감리교, 성결교, 오순절교회, 구세군에서의 십일조는 존 웨슬리의 십일조를 보는 견해에 영향을 받아 철저한 십일조 생활을 성도의 의무로 삼고 있다.
그리고, 마르틴 루터나 장 칼뱅은 십일조를 걷는 문제 뿐만 아니라 십일조와 함께하는 올바른 믿음과 정성 및 거둔 십일조 헌금의 올바른 사용에도 깊은 관심을 기울였다. 이와 같이 종교개혁기의 모든 주요 지도자들은 철저한 십일조 생활을 해야 함을 매우 엄격히 가르쳤다.

### 근대교회
중세 유럽에서 국가에 따라 교회가 십일조를 직접 거두는 곳이 없지는 않았으나, 대부분의 교회가 직접 거두지 않고 국가가 세금을 거둘 때 십일조를 함께 거두는 방식을 취하는 경우가 많았다. 근대사회로 전환되는 시민혁명의 결과로 인해 교회가 국가와 엄격히 분리되면서, 십일조는 서유럽에서 종교세(또는 교회세)라는 명목의 조세로 전환되면서 교회에 직접 내기보다는 자율 세금의 방식으로 정부에 납부방식이 변형되었다. 
인터넷 상에서 외국에서 십일조가 폐지되었다는 말이 많이 떠돌고 있으나, 아무런 근거가 없다. 실제 십일조가 성경적으로 문제가 있어 폐지를 하였다는 보편 교회의 결정이나 결의문, 헌법, 신조 등을 통한 교회의 공식적 결정은 유례를 찾을 수 없고 아직 알려진 바도 없다.
- 이탈리아: 1887년 십일조가 폐지[출처 필요]되었다.[2]
- 아일랜드: 1871년 아일랜드 성공회가 국교회 자격을 잃으면서 십일조가 폐지[출처 필요]되었다.[3]
- 영국: 1836년 영국 가톨릭교회가 국교회 자격을 잃으면서 십일조가 폐지[출처 필요]되었다.[4]
- 독일: 1803년 제국회의에서 십일조가 폐지[출처 필요]되었다.[5]
- 프랑스: 프랑스 대혁명으로 십일조가 폐지[출처 필요]되었다.[6]

중세 이후 가톨릭식 십일조는 교회법이 아닌 세속법에 의해 행해진 것이었다. 한국에서는 '유럽 교회에서는 십일조가 없다'라는 말이 돌기도 하는데, 이는 오해이다. 교리상으론 중세에든 현대에든 십일조는 폐지되지 않았다. 다만 프랑스 혁명 이후 유럽권에서 차츰차츰 교권과 속권이 더 엄격하게 구분되며 '세속법에 의한 십일조 보장'이 폐지된 듯 보일 뿐이다. 어차피 한국에서는 천주교든 개신교이든 국교가 된 역사가 없고, 따라서 한국의 그리스도교에서 십일조는 역사상 언제나 '세속법이 아닌' 종교적 자발성의 영역이었다. 내기 싫으면 교황이 찾아와도 강제로 받아낼 방법이 없다. 오히려 자발적 성격은 소위 진보적이라는 서유럽 가톨릭보다 한국이 훨씬 강하다. 물론 종교적으로 의무라고 하더라도, 가난한 신자의 경우 주임 신부와 상담하여 사정을 설명하면 얼마든지 면제받을 수는 있다. 현대 유럽과 중세 유럽의 차이점은, 십일조를 세속법으로 징수하냐 여부의 차이인 것이다.

## 같이 보기
- 봉헌
- 프랑스 혁명 시기의 십일조 폐지 과정